# Садок Баронч
Садо́к Баро́нч (Вікентій-Феррерій-Петро Баронч), пол. Sadok Barącz, вірм. Սադոկ Վինցենտի Ֆէրերուշ Բարոնչ; 29 квітня 1814, м. Станиславів, нині Івано-Франківськ — 2 квітня 1892, містечко Підкамінь, нині Золочівського району Львівської області) — галицький історик-краєзнавець, фольклорист, архівіст, вірменин за національністю.
Чернець-домініканець. Жив у Галичині.

## Життєпис

### «Вікентій Григорович»
Походив з незаможної вірменської родини містянина Григорія Баронча. При народженні отримав два імені — Вінцент і Фереріуш на честь святого Вінсента Феррера. Проте деякі історики інколи його називають Вікентієм Григоровичем.
Навчався в початковій школі й Станиславівській цісарсько-королівській гімназії (1821–1830), у 1831–1833 — у Львівському університеті на факультеті філософії. Закінчив екстерном також факультет богослов'я (1833–1835). Після невдалих спроб вступу до Духовної семінарії у Львові, вчителював один рік у тривіальній школі в Отинії. Під час революції 1848 року його обрали головою Національної ради в Тисмениці.
З метою вступу до монастиря домініканців у Львові розпочав листування з Ватиканом з проханням дозволити йому змінити вірменський обряд на латинський, однак дозвіл отримав через 5 років.
Далі «думки вчених розходяться». За однією з версій, його примусили до цього кроку фанатично налаштовані батьки. Троє вихідців з родини Барончів на той час вже зробили непогану кар'єру на церковному поприщі. Натомість, Вікентій не бачив себе за стінами монастиря і потім майже все життя шкодував про цей вчинок.
За іншими свідченнями — майбутній історик у 1830 році намагався вступити до духовної семінарії та навіть написав у Рим листа з проханням перейти з вірменського обряду на латинський. Вірменські родичі чинили ренегату усілякі перешкоди, але даремно.

### Вступ до домініканців
У 1835 року вступив до новіціяту домініканців у Підкамені поблизу Бродів, де 19 липня того року отримав друге ім'я Садок, на честь блаженного домініканця, якого замордували у Сандомирі в XIII столітті. Пізніше продовжував навчатись богослов'я та закінчив монастирську філософсько-богословську школу (Studium domesticum pro religiosis), яка починаючи з 1830 року була у Львові.
Монашу обітницю склав 2 травня 1838 року. Священничі свячення отримав з рук львівського латинського архиєпископа Франтішека Піштека 21 липня 1838 року. 1839 року був бібліотекарем конвенту та домініканської парафії при костелі Божого тіла у Львові.

### Два життя
Далі ксьондз Садок Баронч починає жити якимось подвійним життям. Баронч № 1 веде аскетичне життя, майже не виходить з келії. Такому побожному ченцю вища церковна влада навіть дала дозвіл на самоті відправляти Службу Божу, не заходячи до храму. За подвижницьку діяльність керівництво присвоїло ретивому монахові титул «Генерального проповідника Руських земель», а у 1855 році призначило довічним настоятелем монастиря у Підкамені.
Баронч № 2 — протилежність першому. У листі до історика Антонія Петрушевича писав: «Протягом цілого свого життя я дотримувався шляху справедливості, як вогню боявся релігійного і політичного фанатизму». Молодий хлопець (на момент висвячення йому виповнилось лише 24 роки) не міг змиритись із суворими монастирськими порядками та був в певній мірі «бунтівником». Як наслідок його часто перекидають з місця на місце. Під час революції 1848 року («Весна народів») Баронч був головою Народної ради та мировим суддею у Тисмениці.
«Вічного революціонера» закрили у монастирі у Підкамені, де він безвиїзно просидить довгих 40 років. Але о. Вікентія не так легко було зламати. У 1866 році він власним коштом видає «Байки, анекдоти, легенди, прислів'я і пісні на Русі». Героями левової частки анекдотів стали представники католицького духівництва. Розплата не забарилась. Зі слів самого автора: «Отці-домініканці цілою кучею вчепились за мене. Я став справжнім мучеником… Якійсь фатум висів наді мною та отруював кожну мою годину у монастирі». Коли Баронч важко захворів, його «колеги» намагалися проголосити його душевно хворим, але той невчасно одужав. Історія всіх розсудила. «Байки» користувалися такою шаленою популярністю, що у 1886 році вийшло друге видання. Опрацьоване і доповнене. Щоправда, частина анекдотів про священиків зникла.

### Біографічна довідка
1839 року виконував функції бібліотекаря монастиря та помічника (вікарій) домініканської парафії при костелі Божого Тіла у Львові; став професором біблійних наук у філософсько-богословській школі.
У 1842–1845 роках виконував обов'язки катехита у звичайній школі у Жовкві, яка належала домініканам; у Жовкві став помічником настоятеля монастиря (підпріором).
1846 — з початку року переведений до Бірок Домініканських між Тичином та Блажовою (тут став вікарієм) (інші дані — Львівський повіт, біля села Ясниська), потім був настоятелем та адміністратором парафії у Тисмениці.
1848 року під час «Весни Народів» у Тисмениці був головою Народної ради та мировим суддею.
1851 року повернувся до Львова, де знову став професором у Studium Domesticum.
1853–1857 — спеціальний радник капітули провінції.
1855 року на короткий час був призначений настоятелем у Підкамені, натомість упродовж багатьох років був пріором домініканського монастиря, тут прожив до кінця свого життя.
За взірцеве проповідництво монастир надав йому титул генерального проповідника (лат. praedicator generalis). Жив дуже аскетично, не виходячи майже ніколи з келії. З дозволу духовної влади навіть Святу Літургію відправляв у келії. Майже повністю посвятив своє життя науковій діяльності.
1858 року став членом-кореспондентом Краківського наукового товариства (пізніше членом Академії прикладних наук).
Про визнання його наукових досягнень свідчить наданий йому у 1863 році ступінь магістра святої теології.
Помер Садок Баронч 2 квітня 1892 році. Похований у каплиці на монастирському цвинтарі у Підкамені. Могила збережена. Є також олійний портрет і погруддя, створене далеким родичем покійного — різьбярем Тадеушем Барончем.

## Внесок
Видав збірку українських казок і приказок.
Найбільше його вабило краєзнавство. У монастирських архівах він відшукував пожовтіли манускрипти, робив виписки, розпитував старожилів. Всі ці пошуки згодом матеріалізувались у 30 монографій та понад 80 статей на історико-філологічні теми, досліджував біографії суспільно-політичних і культурних діячів XVI—XVIII століть. Перу Баронча належать історичні нариси польською мовою Жовкви, Язлівця, Тартакова, Бродів, Бучача, Залізців, Гологорів, Олеська, села Мала Пониковиця та інших, в яких подано важливий фактичний матеріал.
Опублікував «Життєписи славних вірмен у Польщі» (1856), «Нарис вірменської історії» (1869) та кілька праць з історії орденів бернардинців і домініканців.

### «Пам'ятки міста Станиславова»
Книга «Пам'ятки міста Станиславова» видана у Львові у 1858 році, налічує 192 сторінки без ілюстрацій та складається із чотирьох розділів.
Перший розділ охоплює період від 1654 до 1691 року. Фактично це історія Андрія Потоцького, яка починається заснуванням міста та завершується смертю магната. Тут є тексти привілеїв про надання місту магдебурзького права, про елекцію римо‑католицького парафіяльного костелу, про надання прав і свобод вірменській громаді та багато інших цінних документів. Оригінали деяких з них вже давно втрачені, і лише дякуючи Садоку Барончу ми маємо змогу ознайомитись із ними.
У другому розділі висвітлюються події до 1751 року. Це період панування Йосипа Потоцького — час, коли місто бачило і процвітання, і руйнацію. Більше половини присвячено опису похорону Потоцького. Цей щоденник поминальних урочистостей хоч і важко читається, проте містить багато корисної інформації.
Третій розділ називається «Від 1751 року аж до сьогодення». Сьогодення у Баронча закінчується 1842 роком. Як відомо, він покинув Станиславів у 1830 році, а з 1855‑го безвиїзно проживав у Підкамені. Отож він міг просто не знати, що відбувалось у рідному місті. Попри все, це найінформативніший розділ. Тут йдеться про господарювання останніх Потоцьких, про перехід Галичини до складу Австрійської монархії та хронологію основних міських подій початку XIX століття.
Четвертий розділ, який здорово змахує на додаток, гордо іменується «Статистикою Станиславова у 1854 році». По суті це скорочений варіант статистичного опису міста Францішка Валігурського. Тут є опис про кількісний та якісний склад населення Станиславова, його будинки, площі, ярмарки та географічні координати.
Крім сухих документів, Садок Баронч оживляє свої «Пам'ятки» легендами, спогадами сучасників, описом народних звичаїв та навіть анекдотами. Протягом майже 150 років його книга не перевидавалась, а ті поодинокі екземпляри, що збереглися, стали бібліографічною рідкістю. Але вивчати історію старого Станиславова, не маючи під рукою Баронча, то все одно, що вчити хімію без таблиці Менделєєва. Тому у 2008 році видавництво Лілея-НВ у серії «Моє місто» повернуло читачам працю призабутого вірменина.

## Описи праць, рукописи
Було кілька описів праць о. Садока Баронча (15 штук, рукописні, зберігалися в бібліотеці кліриків домініканців Львова). Перший опис містить рукописи, які були віддані після його смерті до бібліотеки конвенту Підкаменя, були опрацьовані о. Піусом Бажаном 23 серпня 1894 року, підтверджені керівниками ордену. Три дальші описи (2 латиною, один польською) містили кілька інших рукописів, не вказаних в першому. Під час Першої світової сталася пожежа в монастирській бібліотеці (вересень 1915 року), внаслідок якої праці Баонча були знищені..

## Вшанування Садока Баронча
На честь Садока Баронча названа одна з вулиць Львова.

## Книги
- Barącz S. Objaśnienie wyznania wiary rzymsko-katolickiej i Rzecz s. Cypryana biskupa i męczennika o jedności Kościoła katolickiego ku oświeceniu i zbudowaniu wiernych chrystusowych. — Poznań, 1845.
- Barącz S. Pamiątki miasta Żółkwi. — Lwów, 1852.
- Barącz S. Pamiętnik dziejów Polskich. Z aktów urzędowych Lwowskich i z rękopismów. — Lwów, 1855.
- Barącz S. Pamiętnik dziejów Polski. — Lwów, 1855.
- Barącz S. Żywoty sławnych Ormian w Polsce. — Lwów, 1856.
- Barącz S. Pamiątki miasta Stanisławowa. — Lwów, 1858.
- Barącz S. Wiadomość o klasztorze WW. OO. Dominikanów w Podkamieniu. — Lwów, 1858.
- Barącz S. Rys dziejów zakonu kaznodziejskiego w Polsce. — Lwów, 1861. — T. 1.
- Barącz S. Rys dziejów zakonu kaznodziejskiego w Polsce. — Lwów, 1861. — T. 2.
- Barącz S. Pamiątki jazłowieckie. — Lwów, 1862.
- Barącz S. Wolne miasto handlowe Brody. — Lwów, 1865; накладом автора
- Barącz S. Bajki, fraszki, podania, przysłowia i pieśni na Rusi. — Tarnopol, 1866.
- Barącz S. Rys dziejów ormiańskich. — Tarnopol, 1869.
- Barącz S. Dzieje klasztoru WW. OO. Dominikanów w Podkamieniu. — Tarnopol, 1870.
- Barącz S. Pamiętnik zakonu WW. OO. Bernardynów w Polscze[недоступне посилання з квітня 2019]. — Lwów, 1874.
- Barącz S. Badacz: studium obyczajowe. — Brody, 1875.
- Barącz S. Klasztor WW. OO. Dominikanów w Starym Borku. — Lwów, 1878.
- Barącz S. Pamiętnik szlachetnego Ledochowskich domu. — Lwów, 1879.
- Barącz S. Pamiątki buczackie. — Lwów, 1882.
- Barącz S. Archiwum WW. OO. Dominikanów w Jarosławiu. — Lwów, 1884. (лат.), (пол.)
- Barącz S. Wiadomość o Ponikowicy Małej. — Poznań, 1886.
- Barącz S. Jan Tarnowski: szkic biograficzny. — Poznań, 1888.
- Barącz S. Klasztór i kościół Dominikanów w Krakowie. — Poznań, 1888.
- Barącz S. Smotrycki Melecy: szkic bibliograficzny (Gołogóry). — Poznań, 1889.
- Barącz S. Kassyan Sakowicz: szkic bibliograficzny. — Poznań, 1889.
- Barącz S. Założce. — Poznań, 1889.
- Barącz S. Gawath Jakób: szkic bibliograficzny. — Poznań, 1890.
- Barącz S. Cudowne obrazy Matki Najświętszej w Polsce. — Lwów, 1891.